# Boucle piqué

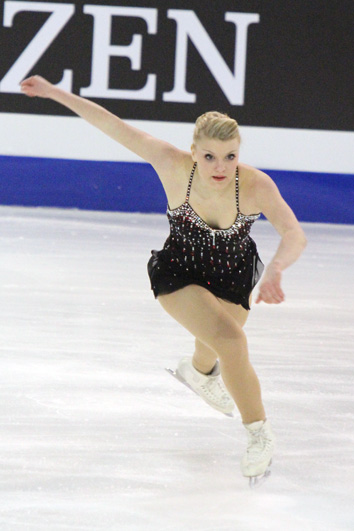
Joshi Helgesson effectuant un boucle piqué lors des World Junior Figure Skating Championships de 2010.

Le boucle piqué est un des sauts du patinage artistique. Il fut créé par l'américain Bruce Mapes dans les années 1920.
Il se décline, selon le nombre de rotations effectuées, en :
- boucle piqué simple.
- double boucle piqué.
- triple boucle piqué, réalisé par les patineurs et patineuses de niveau international.
- quadruple boucle piqué, réalisé par certains patineurs de niveau international, dont on associe la première prestation officielle (record Guiness) au Canadien Kurt Browning.

Ce saut est souvent utilisé en combinaisons. Il peut être notamment enchainé avec un ou deux autres boucles piqués.

## Technique
Les phases de ce saut sont :
1. Prise d'élan en croisé arrière ou avant ;
2. Impulsion du pied droit ;
3. Retournement ;
4. Piqué du pied gauche ;
5. Rotation(s) ;
6. Réception sur la jambe droite fléchie.

Parmi tous les sauts du patinage artistique, il est réputé être le plus facile à réaliser.